# Le Concierge
Pour plus de détails, voir Fiche technique et Distribution.
Le Concierge est un film français réalisé par Jean Girault et sorti en 1973.

## Synopsis
Christophe Merignac, jeune diplômé de l'ESCP et titulaire d'une licence de droit, mais toujours au chômage, obtient un emploi de concierge dans un immeuble de luxe. Utilisant charme et ruse il se rend indispensable. Il fera fortune et épousera une jeune, jolie et riche locataire, qu'il trompera allègrement. La conclusion est douce-amère : il a « réussi », mais il n'aime personne. De plus, un jeune concierge, qui lui ressemble comme un frère, vient d'arriver dans son immeuble.

## Fiche technique
- Réalisation : Jean Girault
- Scénario : Jacques Vilfrid d'après une idée de Darry Cowl
- Dialogues : Jacques Vilfrid
- Assistant réalisateur : Tony Aboyantz
- Producteur : Christine Gouze-Renal
- Musique : Darry Cowl
- Directeur de la photographie : Marcel Grignon
- Monteur :  Armand Psenny
- Année : 1973
- Durée : 100 minutes
- Genre : comédie
- Date de sortie en salles : 23 août 1973
- Affiche : Michel Landi (France)

## Distribution
- Bernard Le Coq : Christophe Merignac
- Maureen Kerwin : Fabienne
- Michel Galabru : Robert Foraz
- Maria Mauban : Élisabeth Raymond
- Jean Carmet : Ludovic
- Daniel Ceccaldi : Paul Raymond
- France Dougnac : Véronique Foraz
- Daniel Prévost : Daniel de Vaucor
- Alice Sapritch : comtesse de Beauchamp-Laville
- Katia Tchenko :  Jocelyne
- Jacques Balutin : Luigi, le majordome
- Claudine Coster : Mme Massoulier
- Yves Barsacq :  Castarède
- Maurice Biraud :  M. Massoulier
- Roger Hanin :  Barbarin
- Michel Bertay :  Le gérant de l'immeuble
- Sophie Agacinski : Marie-Agnès Faure
- Évelyne Dassas : Dominique Renard
- Jeanne Pérez : Mme Prévost
- Jacques Ardouin : Valentin
- Liza Braconnier : Henriette
- Maryse Martin : Maria
- Robert Rollis : réparateur TV
- Max Montavon : metteur en page imprimerie
- Anne Iacta :  (créditée).
- Michel Robbe : Un ami de Christophe
- Fabienne Arel : Une amie de Christophe
- Francis Perrin : le nouveau concierge
- Marcel Gassouk : Un déménageur

## Anecdotes
- Première apparition de Francis Perrin au cinéma, dans le dernier plan du film.